# (25272) 1998 VK32
1998 في كي 32 (ويعرف أيضًا باسم (25272) 1998 في كي 32 وفق تسمية الكوكب الصغير) (بالإنجليزية: 1998 VK32)‏ هو كويكب ضمن حزام الكويكبات؛ وترتيبه 25272 من حيث الاكتشاف.
اكتُشف هذا الجُرم الفلكي بواسطة جون بروفتون في 14 نوفمبر 1998.

## وصلات خارجية
- (25272) 1998 VK32 في قاعدة بيانات مختبر الدفع النفاث لأجرام النظام الشمسي الصغيرة

- الاكتشاف · مخطط المدار ·  العناصر المدارية · المعلمات المادية

- (25272) 1998 VK32 على موقع ويكي سكاي: DSS2, SDSS, GALEX, IRAS, Hydrogen α, X-Ray, Astrophoto, Sky Map, Articles and images